# Eupithecia praesignata
Eupithecia praesignata là một loài bướm đêm trong họ Geometridae.